# Carex tomentosa
Espèce
Classification APG III (2009)
L'espèce Carex tomentosa L. est une plante des prairies, et friches sur sol calcaire, marneux ou schisteux. Les utricules sont pubescents.
L'espèce est protégée dans les départements des Landes et des Pyrénées Atlantiques.

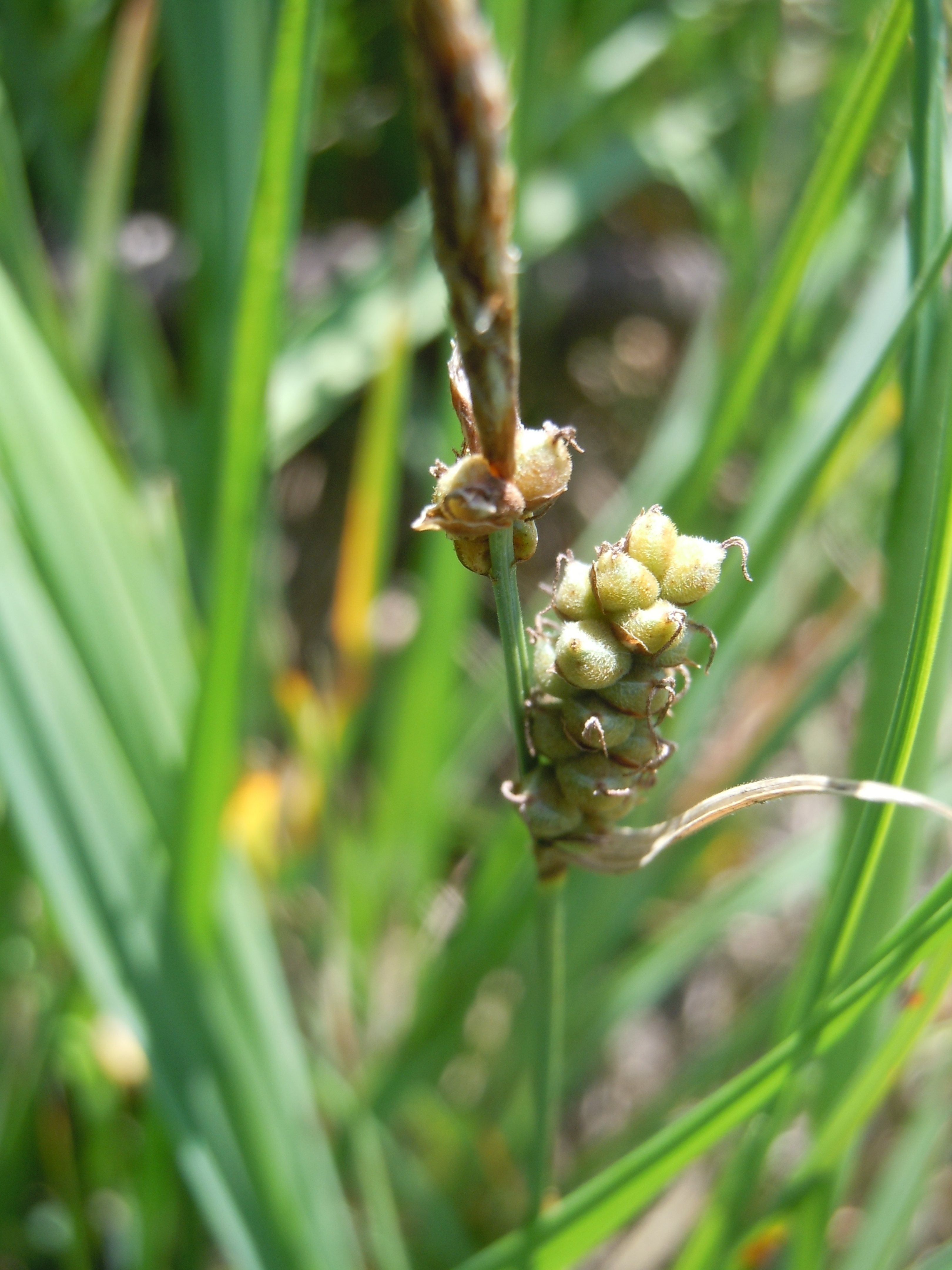
Inflorescence

## Noms vernaculaires
- Français : Laîche tomenteuse
- Néerlandais : Viltzegge
- Allemand : Filzige Segge.